# Franz von Papen
Franz Joseph Hermann Michael Maria von Papen (Werl, 29. listopada 1879. – Sasbach kraj Freiburga, 2. svibnja 1969.) je bio njemački diplomat i vice-kancelar (dokancelar) u vladi Adolfa Hitlera (koji je bio kancelar). 
Franz von Papen rođen je 29. listopada 1879. u mjestu Werl. Služio je kao njemački vojni ataše u Meksiku od 1913. do 1915., kad je prebačen u njemačko veleposlanstvo u Washingtonu. Pri kraju 1915. prebačen je natrag u Njemačku na zahtjev predsjednika Wilsona koji ga je optužio za radnje koje su štetile neutralnosti SAD-a. Nakon prvog svjetkog rata postao je uspješan izdavač u Njemačkoj i član CS-a od 1921. do 1932.
U svibnju 1932. određen je na mjesto kancelara, no njegova ultrakonzervativna administracija zadobila je toliko opozicije da je bio prisiljen dati ostavku u studenom te iste godine. U periodu koji je uslijedio, von Papen je imao veliku ulogu u Hitlerovom dolasku na vlast, što je navelo Hitlera da ga postavi za vice-kancelara u siječnju 1933.
Von Papen je bio posebni ministar, a kasnije veleposlanik u Austriji od 1934. do 1938. Tijekom drugog svjetskog rata služio je kao veleposlanik u Turskoj.
Von Papenu se 1946. sudilo kao ratnom zločincu, no oslobođen je zbog nedostatka dokaza. U veljači 1947., jedan njemački sud ga je osudio na 8 godina zatvora, no pušten je 1949. zbog svoje dobi i slabog zdravlja. Von Papen je umro 2. svibnja 1969. u 89 godini života.

## Citati
Postoji poznati citat von Papena, koji govori o Hitleru i njegovoj vladi:

## Vanjske poveznice
- http://www.dhm.de/lemo/html/biografien/PapenFranz/